# Marte Olsbu Røiseland
Marte Olsbu Røiseland (nacida como Marte Olsbu, Froland, 7 de diciembre de 1990) es una deportista noruega que compite en biatlón.
Participó en dos Juegos Olímpicos de Invierno, obteniendo en total ocho medallas, dos de plata en Pyeongchang 2018, en velocidad y en el relevo mixto, y cinco en Pekín 2022, oro en velocidad, persecución y en el relevo mixto y bronce en la prueba individual y en salida en grupo.
Ganó diecisiete medallas en el Campeonato Mundial de Biatlón entre los años 2016 y 2023, y dos medallas en el Campeonato Europeo de Biatlón de 2014.

## Palmarés internacional
| Juegos Olímpicos   | Juegos Olímpicos             | Juegos Olímpicos  | Juegos Olímpicos        |
| Año                | Lugar                        | Medalla           | Prueba                  |
| ------------------ | ---------------------------- | ----------------- | ----------------------- |
| 2018               | Pyeongchang (Corea del Sur)  | Medalla de plata  | Velocidad               |
| 2018               | Pyeongchang (Corea del Sur)  | Medalla de plata  | Relevo mixto            |
| 2022               | Pekín (China)                | Medalla de oro    | Velocidad               |
| 2022               | Pekín (China)                | Medalla de oro    | Persecución             |
| 2022               | Pekín (China)                | Medalla de oro    | Relevo mixto            |
| 2022               | Pekín (China)                | Medalla de bronce | Individual              |
| 2022               | Pekín (China)                | Medalla de bronce | Salida en grupo         |
| Campeonato Mundial |                              |                   |                         |
| Año                | Lugar                        | Medalla           | Prueba                  |
| 2016               | Oslo (Noruega)               | Medalla de oro    | Relevo                  |
| 2016               | Oslo (Noruega)               | Medalla de bronce | Relevo mixto            |
| 2019               | Östersund (Suecia)           | Medalla de oro    | Relevo                  |
| 2019               | Östersund (Suecia)           | Medalla de oro    | Relevo mixto            |
| 2019               | Östersund (Suecia)           | Medalla de oro    | Relevo mixto individual |
| 2020               | Anterselva (Italia)          | Medalla de oro    | Velocidad               |
| 2020               | Anterselva (Italia)          | Medalla de oro    | Salida en grupo         |
| 2020               | Anterselva (Italia)          | Medalla de oro    | Relevo                  |
| 2020               | Anterselva (Italia)          | Medalla de oro    | Relevo mixto            |
| 2020               | Anterselva (Italia)          | Medalla de oro    | Relevo mixto individual |
| 2020               | Anterselva (Italia)          | Medalla de bronce | Persecución             |
| 2020               | Anterselva (Italia)          | Medalla de bronce | Individual              |
| 2021               | Pokljuka (Eslovenia)         | Medalla de oro    | Relevo                  |
| 2021               | Pokljuka (Eslovenia)         | Medalla de oro    | Relevo mixto            |
| 2023               | Oberhof (Alemania)           | Medalla de oro    | Relevo mixto            |
| 2023               | Oberhof (Alemania)           | Medalla de oro    | Relevo mixto individual |
| 2023               | Oberhof (Alemania)           | Medalla de bronce | Persecución             |
| Campeonato Europeo |                              |                   |                         |
| Año                | Lugar                        | Medalla           | Prueba                  |
| 2014               | Nové Město (República Checa) | Medalla de oro    | Velocidad               |
| 2014               | Nové Město (República Checa) | Medalla de bronce | Relevo                  |